# E42

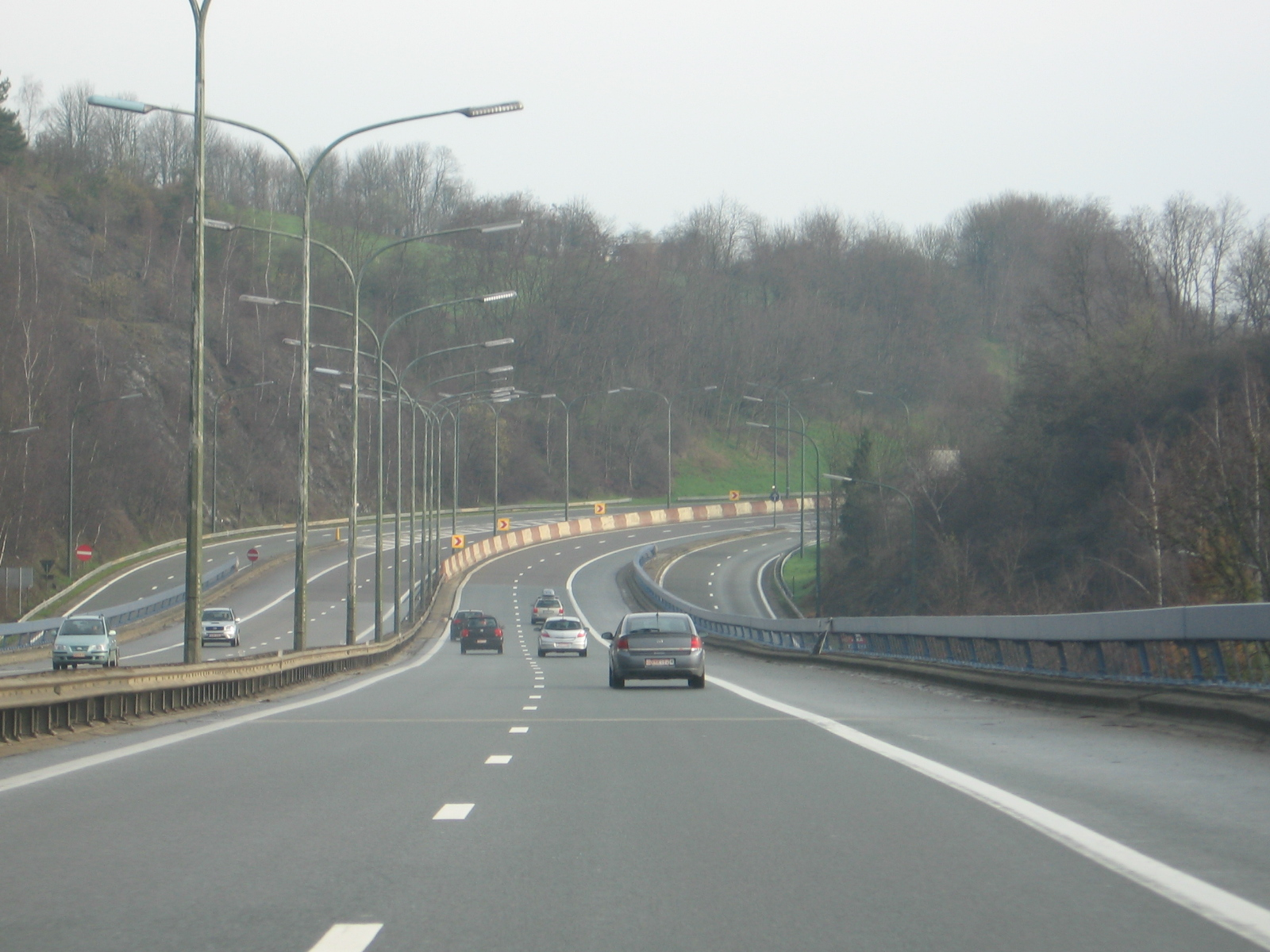
E42/A27 vid Verviers öster om Liège.

E42 eller Europaväg 42 är en europaväg som börjar i Dunkerque i Frankrike och slutar i Aschaffenburg i Tyskland. Den passerar också Belgien och är 620 kilometer lång.

## Sträckning
Dunkerque - Lille - (gräns Frankrike-Belgien) - Mons - Charleroi - Liège - St. Vith - (gräns Belgien-Tyskland) - Wittlich - Bingen am Rhein - Frankfurt am Main - Aschaffenburg

## Motorvägar
- A25 (motorväg, Frankrike)
- A15 (motorväg, Belgien)
- A27 (motorväg, Belgien)
- A60 (motorväg, Tyskland)
- A3 (motorväg, Tyskland)

E42 är motorväg större delen av sträckan men har en lucka på cirka 80 km mellan Wittlich och Bingen i Tyskland där den är landsväg.

## Anslutningar
| - E40 - E17 - E403 - E429 - E19 |  | - E420 - E411 - E40 (igen) - E313 |  | - E25 - E421 - E29 - E44 |  | - E31 - E35 - E451 - E41 |